# Cratere Clackmannan
Clackmannan è un cratere sulla superficie di Mathilde.